# BBB: O Documentário
BBB: O Documentário é uma série documental brasileira que faz parte da temporada de especiais que comemoram às bodas de prata do Big Brother Brasil, em alusão às 25 temporadas do programa, e os 60 anos da TV Globo, sendo exibido na emissora entre os dias 7 e 10 de janeiro de 2025, como "esquenta" para a estreia da vigésima quinta temporada.

## Enredo
A obra celebra as vinte e cinco temporadas do Big Brother Brasil, mostrando ao público toda a movimentação nos bastidores do programa, desde as inscrições até os processos de avaliação pela equipe responsável para escolher os participantes do reality show. Além disso, ex-BBBs destacam como a permanência na casa mais vigiada do país e o período após a atração mudaram as suas vidas com o tempo.

## Elenco
Fontes: , , 
- Ana Paula Renault — participante expulsa do Big Brother Brasil 16.
- Ariadna Arantes — participante do Big Brother Brasil 11, primeira mulher transexual a participar do reality.
- Beatriz Reis — participante do Big Brother Brasil 24.
- Boninho — diretor do programa entre a primeira e a vigésima quarta temporada.
- Davi Brito — participante vencedor do Big Brother Brasil 24.
- Diego "Alemão" Gasques — participante vencedor do Big Brother Brasil 7.
- Douglas Silva — ator e participante finalista do Big Brother Brasil 22.
- Emily Araújo — influencer e participante vencedora do Big Brother Brasil 17.
- Felipe Basílio — participante do Big Brother Brasil 8.
- Fernando Fernandes — paratleta e participante do Big Brother Brasil 2.
- Gecilda "Cida" dos Santos — participante vencedora do Big Brother Brasil 4.
- Gilberto Nogueira ("Gil do Vigor") — participante do Big Brother Brasil 21.
- Grazielli "Grazi" Massafera — atriz e participante finalista do Big Brother Brasil 5
- Jean Wyllys — politico e participante vencedor do Big Brother Brasil 5
- John de Mol Jr. — criador do formato Big Brother.
- Juliana Alves — atriz e participante do Big Brother Brasil 3.
- Juliette Freire — cantora e participante vencedora do Big Brother Brasil 21.
- Kleber "Bambam" — participante vencedor do Big Brother Brasil 1 e desistente no Big Brother Brasil 13.
- Leidy Elin — participante do Big Brother Brasil 24.
- Lucas Penteado — ator e participante desistente do Big Brother Brasil 21.
- Manu Gavassi — cantora e participante finalista do Big Brother Brasil 20.
- Marcelo Dourado — participante do Big Brother Brasil 4 e vencedor do Big Brother Brasil 10.
- Marisa Orth — co-apresentadora da primeira temporada.
- Paulo Ricardo — cantor do tema de abertura do reality, "Vida Real".
- Pedro Bial — apresentador do programa entre a primeira e a décima sexta temporada.
- Rafinha Ribeiro — participante vencedor do Big Brother Brasil 8.
- Rodrigo "Cowboy" — participante vencedor do Big Brother Brasil 2.
- Rodrigo Dourado — diretor do programa desde a décima quarta temporada e diretor artístico a partir da vigésima quinta temporada.
- Sabrina Sato — apresentadora e participante do Big Brother Brasil 3.
- Solange Vega — atriz e participante do Big Brother Brasil 4.
- Tadeu Schmidt — apresentador do programa desde a vigésima segunda temporada.
- Thelma "Thelminha" Assis  — médica e participante vencedora do Big Brother Brasil 20.
- Tiago Leifert — apresentador do programa entre a décima sétima temporada e a vigésima primeira temporada.
- Vanessa Cristina "Tina" — participante do Big Brother Brasil 2.
- Vanessa Mesquita — participante vencedora do Big Brother Brasil 14.

## Produção
Em 31 de agosto de 2024, a TV Globo deu início à produção de um documentário que inicialmente seria exclusivo para o Globoplay, mostrando todos os bastidores do Big Brother Brasil, além de entrevistas com ex-participantes, com o maior foco nos vencedores. Todavia, o maior entrave seria a entrevista com o ex-brother Diego Alemão, devido aos problemas judiciais por conta da posse ilegal de armas, apesar de este ter sido inocentado.
As gravações tiveram início em dezembro após a produção reunir um número máximo de ex-BBBs para prestarem depoimentos e dar início à coleta de imagens exclusivas dos bastidores do programa do começo até o fim da temporada anual.

## Episódios
| Temporada | Temporada | Episódios | Episódios | Originalmente lançado | Originalmente lançado | Originalmente lançado |
| Temporada | Temporada | Episódios | Episódios | Estreia da temporada  | Final da temporada    | Emissora              |
| --------- | --------- | --------- | --------- | --------------------- | --------------------- | --------------------- |
|           | 1         | 4         | 4         | 7 de janeiro de 2025  | 10 de janeiro de 2025 | TV Globo              |

| N.º na série | N.º na temp. | Título          | Dirigido por                        | Escrito por                         | Exibição original     |
| --- | ------------ | --------------- | ----------------------------------- | ----------------------------------- | --------------------- |
| 1 | 1            | "A Era da Fama" | Rodrigo Dourado e Bruno Della Latta | Rodrigo Dourado e Bruno Della Latta | 7 de janeiro de 2025  |
| Em 2002, a TV Globo estreava o Big Brother Brasil, a versão brasileira do reality holandês Big Brother. A grande quantidade de inscrições e a repercussão recorde surpreende a produção da produção do programa, que decide renovar o formato para mais uma temporada no mesmo ano, transformando-o em reality anual posteriormente. Pedro Bial e Marisa Orth relembram suas primeiras experiências à frente de um formato inédito na emissora, além de alguns ex-participantes relembrarem o começo das suas vidas ao estrelato. |              |                 |                                     |                                     |                       |
| 2 | 2            | "Conflitos"     | Rodrigo Dourado e Bruno Della Latta | Rodrigo Dourado e Bruno Della Latta | 8 de janeiro de 2025  |
| Manu Gavassi e Felipe Prior protagonizaram em 2020 o maior paredão da história do programa, chegando a uma quantidade recorde de votação, alcançando 1 bilhão de votos no total. Gil do Vigor relembra os seus momentos caóticos na temporada em que participou e Emilly Araújo recorda o tenso relacionamento com Marcos Härter, levando a expulsão desse por violência física. Outros conflitos e discussões também marcaram o programa.                                                                                        |              |                 |                                     |                                     |                       |
| 3 | 3            | "A Seleção"     | Rodrigo Dourado e Bruno Della Latta | Rodrigo Dourado e Bruno Della Latta | 9 de janeiro de 2025  |
| Entrar no Big Brother Brasil nunca foi uma tarefa tão simples, mas alguns participantes marcantes relembram o procedimento até chegarem na casa mais vigiada do país. |              |                 |                                     |                                     |                       |
| 4 | 4            | "Os Campeões"   | Rodrigo Dourado e Bruno Della Latta | Rodrigo Dourado e Bruno Della Latta | 10 de janeiro de 2025 |
| Alguns vencedores do reality show relembram os seus melhores momentos no programa e as mudanças nas suas vidas após conquistarem o prêmio máximo. |              |                 |                                     |                                     |                       |